# Erika Araki
Erika Araki (em japonês:  荒木 絵里香; Kurashiki, 3 de agosto de 1984) é um jogadora de voleibol japonesa.
Com 1,86 m de altura, Araki é capaz de atingir 3,08 m no ataque e 2,98 m quando bloqueia.

## Carreira
Araki disputou o Campeonato Mundial de Voleibol Feminino de 2010, realizado no Japão, no qual a seleção de seu país terminou na terceira colocação.
Ela representou a Seleção Japonesa de Voleibol Feminino nos Jogos Olímpicos de Verão no Rio de Janeiro, que foi quinta colocada.